# Jessica Shepard
Jessica Shepard (ur. 11 września 1996 w Fremont) – amerykańska koszykarka występująca na pozycji silnej skrzydłowej, obecnie zawodniczka Minnesoty Lynx.
15 maja 2022 podpisała wieloletnią umowę z Minnesotą Lynx.

## Rodzina i młodość
Urodzona w Fremont w Nebrasce, Shepard jest córką Marka i Kim Shepard. Ma cztery siostry i starszego brata. Shepard zdobyła tytuł mistrzyni stanu w 2013 roku, uczęszczając do Lincoln Southeast High School, a swoją licealną karierę zakończyła w Fremont.

## Osiągnięcia
Stan na 29 czerwca 2022, na podstawie, o ile nie zaznaczono inaczej.

### NCAA
- Mistrzyni:
  - NCAA (2018)
  - turnieju Atlantic Coast (ACC – 2019)
  - sezonu regularnego ACC (2018, 2019)
- Wicemistrzyni NCAA (2019)
- Najlepsza pierwszoroczna zawodniczka Big 10 (2016)
- Laureatka nagrody:
  - Nebraska Athletics Female Newcomer of the Year (2016)
  - Nebraska Scholar-Athlete Honor Roll (2017)
  - dla najlepszej ofensywnej zawodniczki sezonu Nebraski (2016)
- Zaliczona do:
  - I składu:
    - All-Big Ten (2016)
    - ACC (2019)
    - najlepszych pierwszorocznych zawodniczek Big 10 (2016)
    - turnieju:
      - NCAA Final Four (2019)
      - ACC (2018, 2019)
      - regionalnego NCAA w Chicago (2019)

    - tygodnia NCAA przez NCAA.com (23.12.2015, 27.01.2016)

  - II składu:
    - All-American (2019 przez Associated Press)
    - All-Big Ten (2017)
    - turnieju ACC (2018)
- Najlepsza:
  - zawodniczka tygodnia:
    - NCAA według:
      - espnW (25.01.2016)
      - College Sports Madness (25.01.2016)

    - Big 10 (21.12.2015, 25.01.2016)

  - pierwszoroczna zawodniczka tygodnia:
    - NCAA według USBWA (22.12.2015, 26.01.2016)
    - Big 10 (16.11.2015, 23.11.2015, 7.12.2015, 21.12.2015, 28.12.2015, 11.01.2016, 18.01.2016, 25.01.2016, 8.02.2016, 15.02.2016)